# Rio Irani
O rio Irani é um curso de água do estado de Santa Catarina, no Brasil. 